# Rhaebo andinophrynoides
Rhaebo andinophrynoides es una especie de anfibio anuro de la familia Bufonidae.

## Distribución geográfica
Esta especie se encuentra en los departamentos de Nariño y Valle del Cauca en Colombia y en las provincias de Imbabura y Carchi en Ecuador.

## Publicación original
- Mueses-Cisneros, 2009 "2008": Rhaebo haematiticus (Cope 1862): un complejo de especies. Con redescripció def Rhaebo hypomelas (Boulenger 1913) y descripción de una nueva especie. Herpetotropicos, vol. 5, n.º 1, p. 29-48[3]